# Stephen Tobolowsky
Stephen Harold Tobolowsky (n. 30 mai 1951, Dallas, Texas, SUA) este un actor, scriitor și muzician american. Este cunoscut pentru rolul agentului de asigurări Ned Ryerson în Ziua cârtiței și al amnezicului Sammy Jankis în filmul Memento, regizat de Christopher Nolan, dar și pentru personajele interpretate în seriale de televiziune, cum ar fi comisarul Hugo Jarry (Deadwood), Bob Bishop (Eroii), Nisip Ryerson (Glee), Stu Beggs (Californication și White Famousl), și Jack Barker (Silicon Valley).
Tobolowsky are un podcast lunar, The Tobolowsky Files, în care povestește despre viața personală și cea profesională. De asemenea, el a scris trei cărți: The Dangerous Animals Club, Cautionary Tales și My Adventures With God.

## Viața timpurie
Tobolowsky s-a născut într-o familie de evrei care au emigrat din Rusia și Polonia, în Dallas, Texas. Tobolowsky a făcut parte din formația A Cast of Thousands.

## Cariera
Tobolowsky a apărut în peste 200 de filme, și în multe seriale de televiziune. El a lucrat în teatru, regizând și jucând în piese de teatru în New York, San Francisco și Los Angeles. El a regizat un film, Doi Idioți la Hollywood, bazat pe piesa cu același nume. De asemenea, el a co-scris scenariul filmului Povești adevărate cu David Byrne și Beth Henley. În 2002 a fost nominalizat pentru un Premiu Tony pentru „cel mai bun actor în rol secundar într-o piesă de teatru” pentru piesa Morning's at Seven.

## Legături externe
- Stephen Tobolowsky la Internet Movie Database
- Stephen Tobolowsky la TCM Movie Database
- Site web oficial